# Adriana Chiriță
Adriana Chiriță (n. 5 iunie 1938, Arad) este o pictoriță și graficiană română.

## Biografie și expoziții
Născută în 1938 la Arad, a făcut studii de specialitate la Facultatea de Arte, Universitatea Timișoara, absolvite în anul 1968.

### Expoziții personale
1972 - Focșani, 1974 - Timișoara, 1976 - Arad.
Din anul 1972 pînă în 1975, a participat la saloanele județene ale Filialei U.A.P Timișoara, iar din anul 1976 participă la manifestările artistice ale Filialei UAP Arad.
A luat parte la saloanele republicane de grafică București în: 1981, 1986, 1987.
A participat la expozițiile artiștilor arădeni de la: Bekescsaba (Ungaria), Zrenjanin (Iugoslavia), Oroshaza (Ungaria), Gyula (Ungaria), Flosenville (Belgia).
A fost prezentă cu lucrări și la expozițiile filialei UAP Arad: 1977 - Salonul Bienal Național de desen; 1999 – Salonul de desen Arad. A participat la toate saloanele județene și manifestăriile artistice ale filialei. În afară de aceste evenimente a fost prezentă cu lucrări la expozițiile profesorilor de desen din județul Arad.

### Lucrări în colecții de stat
Muzeul de Artă Arad, Muzeul de Artă Focșani.
Lucrări în colecții particulare: România, Ungaria, Germania, Belgia, Franța, SUA.
Activitate pedagogică
Activitatea sa pedagogică se îtinde pe parcursul a 45 ani (1968-2021), Cursuri de pictură, istoria artelor, artă decorativă, design la Școala Populară de Artă Timișoara și ulterior Arad unde a activat până în 2021.

### Distincții
La data de 22 august 2024, în cadrul ședinței festive, prilejuită de Zilele Aradului, administrația locală i-a fost conferit Titlul de excelență, pentru sensibilitatea stilistică cu care a pus în valoare arta, la nivelul Municipiului Arad.

## Lucrări și cronică
"De ani de zile cu pasiune și sîrguință, Adriana Chiriță își circumscrie activitatea creatoare în aria pastelului. Înțeles îndeobște ca artă a spontaneității, acest condominiu al graficii și al picturii relevă prin investigații neobosite, noi virtuți ale expresivității liniei și culorii. Sînt în selecția actuală, mai cu seamă printre lucrările de scurtă respirație, fulgurări de lumină surprinse cu exactitate și forță sugestivă în primăvara unei livezi pe suprafața măiestrită a unei porți de țară, sau în învolburarea petalelor din vasul cu flori. Alături de ele se constituie însă imagini mai complexe, prilejuind în organizarea densă și stabilă a formei plastice, meditații asupra imensității adîncurilor mării, a tainelor luminii microsopice, a dragostei și a maternității sau altor repere eterne ale umanității. O sensibilitate caldă, trecută prin filtrul unei gîndiri plastice lucide, învăluie deopotrivă aceste plăsmuiri împletite din transfigurarea ponderii realului și a zborului fanteziei." Deliu Petroiu